# Coccomyces pampeanus
Coccomyces pampeanus är en svampart som beskrevs av Speg. 1896. Coccomyces pampeanus ingår i släktet Coccomyces och familjen Rhytismataceae.   Inga underarter finns listade i Catalogue of Life.